# Łubieńscy herbu Pomian

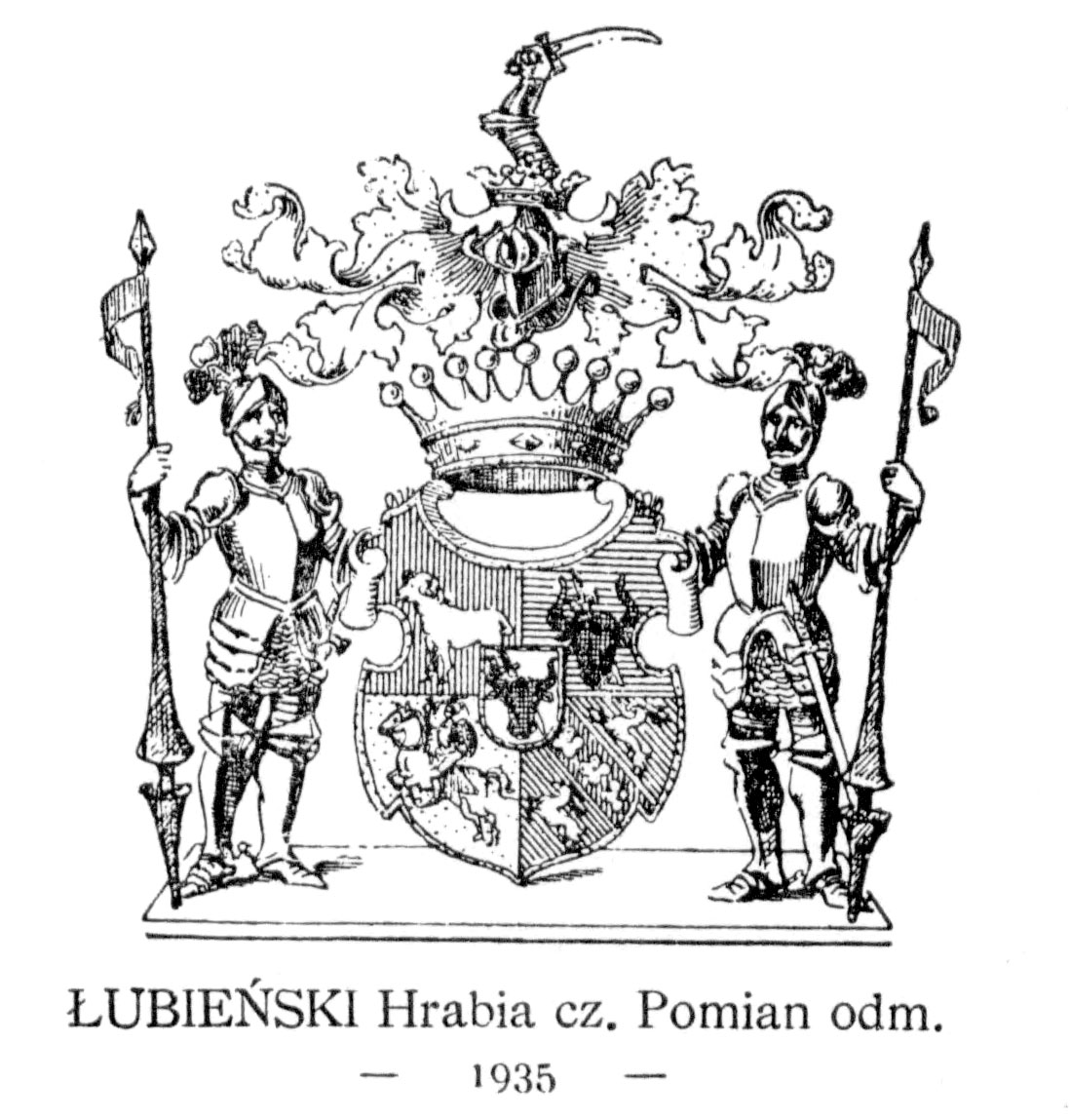
Herb rodziny Łubieńskich

Łubieńscy herbu Pomian – polska rodzina szlachecka, odnoga rodziny Hebda (por. Chebda Starszy ze Służewa).

## Przedstawiciele
- Maciej Łubieński – arcybiskup gnieźnieński i prymas Polski
- Stanisław Łubieński – biskup łucki, biskup płocki, podkanclerzy koronny, sekretarz królewski
- Kazimierz Łubieński – biskup chełmski, biskup krakowski
- Andrzej Łubieński – scholastyk krakowskiej kapituły katedralnej w latach 1722-1730, scholastyk wiślickiej kapituły kolegiackiej do 1713 roku
- Bogusław Łubieński – kasztelan sandomierski
- Władysław Aleksander Łubieński – arcybiskup gnieźnieński i prymas Polski], interrex w 1763 roku, arcybiskup lwowski
- Feliks Franciszek Łubieński – polski działacz polityczny, prawnik, starosta nakielski, rotmistrz wojsk koronnych, członek Zgromadzenia Przyjaciół Konstytucji Rządowej, członek czynny Towarzystwa Królewskiego Przyjaciół Nauk w Warszawie, szambelan i hrabia pruski
- Tomasz Andrzej Łubieński – polski generał
- Piotr Łubieński – polski wojskowy
- Henryk Łubieński – polski finansista
- Józef Łubieński – polski publicysta
- Konstanty Ireneusz Łubieński – polski biskup
- Bernard Alojzy Łubieński – polski duchowny katolicki
- Maria Magdalena Łubieńska – polska malarka
- Leon Kazimierz Łubieński – polski ziemianin, dyplomata, uczestnik konferencji pokojowej w Paryżu, senator I kadencji i II kadencji w II RP
- Teresa Łubieńska – polska działaczka społeczna
- Ludwik Maria Łubieński – polski prawnik, major, oficer łącznikowy Wojska Polskiego, szef polskiej misji morskiej w Gibraltarze, były sekretarz przedwojennego szefa dyplomacji Józefa Becka. Naoczny świadek wydarzeń związanych ze śmiercią gen. Sikorskiego. Działacz polonijny w Londynie. Syn Leona
- Tomasz Łubieński – polski pisarz